# Hortar
Hortar, in latino Hortharius, (... – 364) fu un re di un gau alemanno IV secolo.

## Biografia
Lo storico romano Ammiano Marcellino riferisce che, dopo una battaglia vittoriosa contro il generale dell'esercito romano Barbazione nel 357 vicino a Rauracum (Kaiseraugst), i re alemanni Suomaro, Hortar, Ur, Ursicino e Vestralpo radunarono i loro eserciti sotto la guida di Cnodomario e Agenarico/Serapione ma vennero sconfitti nella battaglia di Strasburgo. Dopo la sconfitta della battaglia, Hortar riuscì ad avere salva la vita e la sua terra in cambio della consegna di veicoli trainati da cavalli e materiali da costruzione.
Nel 358 il cesare Giuliano concluse un trattato di pace con Hortar e questo iniziò una carriera militare nell'esercito romano. Dopo l'ascesa al trono dell'imperatore Valentiniano I il 25 febbraio 364, questo iniziò a rimuovere tutti gli Alemanni dalle posizioni più alte dell'esercito. Una confessione venne estorta a Hortar sotto tortura, secondo la quale egli avrebbe dovuto inviare lettere dirette contro lo stato ad altri principi Alemanni. Fu poi condannato a morte per rogo.
Probabilmente un'altra persona di nome Hortari fu impiegata nel 372 insieme a Bitherid, un principe dei Bucinobanti, da Valentiniano I come capo delle truppe dell'esercito romano.